# Emilio Rossi (calciatore)
Emilio Rossi (Milano, 3 maggio 1906 – ...) è stato un calciatore italiano, di ruolo difensore.

## Statistiche

### Presenze e reti nei club
| Stagione        | Club            | Campionato      | Campionato | Campionato |
| Stagione        | Club            | Comp            | Pres       | Reti       |
| --------------- | --------------- | --------------- | ---------- | ---------- |
| 1924-1925       | Inter           | Prima Divisione | 1          | 0          |
| Totale Inter    | Totale Inter    |                 | 1          | 0          |
| Totale carriera | Totale carriera |                 | 1          | 0          |